# Bill Tillman
Bill Tillman (Dallas, Texas, 1947 - Plano, 15 de agosto de 2012) fue un saxofonista, flautista y empresario estadounidense, conocido por haber sido miembro del grupo de jazz rock, Blood, Sweat & Tears.
En 1965 comenzó a desarrollar su carrera profesional como músico, tocando con diversas bandas y acompañando a artistas como Roy Orbison, Chuck Berry o Gladys Knight & The Pips. En 1974 entró en Blood, Sweat & Tears, en sustitución de Lou Marini, permaneciendo con la banda hasta 1978. En este periodo grabó con ellos 5 discos, integrando la sección de metales con Tony Klatka, Forrest Buchtel (o Joe Giorgiani) y Dave Bargeron.
Tras abandonar la banda, formó parte de la "Duke Ellington Big Band", dirigida por Mercer Ellington. Después, durante varios años, trabajó como solista con la Orquesta Sinfónica de Dallas. A comienzo de los años 1990, grabó con diversos artistas, entre ellos Tom Barabas y Dony McGuire. También trabajó con la "Dallas Jazz Orchestra", con quienes grabó en 1999.
Tillman fundó su propia compañía de management, "The Bill Tillman Entertainment Company Inc", para producir sus propias orquestas de baile y llevar a otras bandas. Simultaneaba su trabajo empresarial, con actuaciones de bailes con conciertos de jazz rock.